# Atef El Tayeb
Atef El Tayeb est né le 26 décembre 1947 au Sohag, il a été l'assistant de Youssef Chahine et de Shadi Abdessalam. Il est connu pour son deuxième long métrage, Le chauffeur d'autobus, où la mise en scène est particulièrement audacieuse et caractérise un renouveau du cinéma égyptien. Il est mort le 23 juin 1995 à la suite d'une opération à cœur ouvert.

## Filmographie

### Réalisateur
- 1982 : Le Chauffeur d'autobus (Sawak al-utubis)
- 1982 : Jalousie mortelle (ar)
- 1984 : En garde à vue (ar) (Al Takhchibah)
- 1986 : L'Innocent (ar) (Alparee)
- 1986 : L'Amour au pied des pyramides (ar) (Al hob fawk hadabat al haram)
- 1986 : Fiché à la police des mœurs (ar) (Malaff fi l adab)
- 1989 : Peloton d'exécution (ar) (Katibat al l dâm)
- 1991 : L'Évasion (ar) (Al Houroub)
- 1991 : Nagui El Ali (ar) (Naji al Ali)
- 1992 : Du sang sur l'asphalte (ar) (Dimâ alâ al isfalt)
- 1994 : Une nuit chaude (ar)[1]

### Acteur
- 1983 : Un demi-million (Nisf arnab) de Mohamed Khan